# Балка Колодязна
Балка Колодязна (рос. б. Колодезная) — балка (річка) в Україні у Станично-Луганському районі Луганської області. Ліва притока річки Теплої (басейн Азовського моря).

## Опис
Довжина балки приблизно 10,28 км, найкоротша відстань між витоком і гирлом — 7,46  км, коефіцієнт звивистості річки — 1,38 . Формується багатьма балками та загатами. Балка частково пересихає.

## Розташування
Бере початок на південно-західній стороні від селища Козачий. Тече переважно на південний захід через село Нижній Мінченок і у селі Тепле впадає у річку Теплу, ліву притоку Сіверського Дінця.

## Цікаві факти
- Від витоку балки на східній стороні на відстані приблизно 6,58 км пролягає автошлях Т 1314[2] (автомобільний шлях територіального значення в Луганській області. Проходить територією Марківського, Біловодського та Станично-Луганського районів через Просяне (пункт контролю) — Марківку — Біловодськ — Широкий. Загальна довжина — 93,8 км.).
- У минулому столітті на балці існувала водокачка[1].